# Segredos e Mentiras
Segredos e Mentiras (no original, Secrets and Lies) é um filme britânico de 1996, dirigido por Mike Leigh. 
O filme foi um dos concorrentes da Palma de Ouro no Festival de Cinema de Cannes de 1996, onde ganhou três prêmios, incluindo o de Melhor Atriz para Brenda Blethyn e a Palma de Ouro. Aclamado pela crítica, o filme ganhou inúmeros outros prêmios, incluindo o Prêmio Goya de Melhor Filme Europeu. Na 50.ª edição do British Academy Film Awards, o filme recebeu sete indicações, ganhando o prêmio de Melhor Filme Britânico e Melhor Roteiro Original. Também recebeu cinco indicações ao Oscar: Melhor Filme (Simon Channing-Williams), Diretor (Mike Leigh), Atriz (Brenda Blethyn), Atriz Coadjuvante (Marianne Jean-Baptiste) e Roteiro Original. Blethyn também ganhou o Globo de Ouro de melhor atriz em filme dramático por sua interpretação.

## Elenco
- Marianne Jean-Baptiste como Hortense Cumberbatch
- Brenda Blethyn como Cynthia Rose Purley
- Timothy Spall como Maurice Purley
- Phyllis Logan como Monica Purley
- Claire Rushbrook como Roxanne Purley
- Elizabeth Berrington como Jane
- Michele Austin como Dionne
- Lee Ross como Paul
- Lesley Manville como Jenny Ford, o assistente social
- Ron Cook como Stuart
- Emma Amos como garota com cicatriz
- Brian Bovell e  Trevor Laird como Irmãos de Hortense
- Clare Perkins como cunhada de Hortense
- Jonny Coyne como Fiancé